# Sepedonea barbosai
Sepedonea barbosai är en tvåvingeart som beskrevs av Knutson och Bredt 1976. Sepedonea barbosai ingår i släktet Sepedonea och familjen kärrflugor. Inga underarter finns listade i Catalogue of Life.